# Сурське (Росія)
Сурське (рос. Сурское) — робітниче селище в Сурському районі Ульяновської області Російської Федерації.
Населення становить 5805 осіб. Входить до складу муніципального утворення Сурське міське поселення.

## Історія
Від 2004 року входить до складу муніципального утворення Сурське міське поселення.

## Населення
| 1959  | 1970  | 1979  | 1989  | 2002  | 2009  | 2010  |
| ----- | ----- | ----- | ----- | ----- | ----- | ----- |
| 7484  | ↘7427 | ↗7455 | ↗7716 | ↘7389 | ↘7056 | ↘6852 |
| 2012  | 2013  | 2014  | 2015  | 2016  | 2017  | 2018  |
| ↘6769 | ↘6698 | ↘6638 | ↘6546 | ↘6496 | ↘6409 | ↘6285 |
| 2019  | 2020  | 2021  |       |       |       |       |
| ↘6208 | ↘6094 | ↘5805 |       |       |       |       |